# Bulbostylis sepiacea
Bulbostylis sepiacea är en halvgräsart som beskrevs av Robert Kral. Bulbostylis sepiacea ingår i släktet Bulbostylis och familjen halvgräs. Inga underarter finns listade i Catalogue of Life.